# Championnats d'Europe de triathlon 1999
Navigation
Édition précédente Édition suivante
Les championnats d'Europe de triathlon 1999 sont la quinzième édition des championnats d'Europe de triathlon, une compétition internationale de triathlon sous l'égide de la fédération européenne de ce sport. L'épreuve est constituée de 1 500 mètres de natation, 40 kilomètres de vélo puis 10 kilomètres de course à pied.
Cette édition se tient dans la ville portugaise de Funchal et elle est remportée par le suisse Reto Hug chez les hommes et par l'allemande Anja Dittmer chez les femmes.

## Palmarès

### Hommes
| Rang               | Triathlète             | Temps           |
| ------------------ | ---------------------- | --------------- |
| Médaille d'or      | Reto Hug               | 1 h 48 min 42 s |
| Médaille d'argent  | Jan Řehula             | 1 h 48 min 51 s |
| Médaille de bronze | Martin Krňávek         | 1 h 49 min 2 s  |
| 4                  | Andrew Johns           | 1 h 49 min 15 s |
| 5                  | Eric Van der Linden    | 1 h 49 min 21 s |
| 6                  | Sébastien Berlier      | 1 h 49 min 28 s |
| 7                  | Dennis Looze           | 1 h 49 min 35 s |
| 8                  | Tim Don                | 1 h 49 min 40 s |
| 9                  | Ralf Eggert            | 1 h 49 min 46 s |
| 10                 | Volodymyr Polikarpenko | 1 h 49 min 51 s |

### Femmes
| Rang               | Triathlète          | Temps          |
| ------------------ | ------------------- | -------------- |
| Médaille d'or      | Anja Dittmer        | 2 h 1 min 7 s  |
| Médaille d'argent  | Magali Messmer      | 2 h 1 min 15 s |
| Médaille de bronze | Sian Brice          | 2 h 1 min 42 s |
| 4                  | Mieke Suys          | 2 h 2 min 21 s |
| 5                  | Kathleen Smet       | 2 h 3 min 3 s  |
| 6                  | Stephanie Forrester | 2 h 3 min 10 s |
| 7                  | Jasmine Hämmerle    | 2 h 3 min 13 s |
| 8                  | Marie Overbye       | 2 h 3 min 15 s |
| 9                  | Nina Anisimova      | 2 h 3 min 21 s |
| 10                 | Maribel Blanco      | 2 h 3 min 35 s |